# San Pablo de la Moraleja
San Pablo de la Moraleja là một đô thị trong tỉnh Valladolid, Castile và León, Tây Ban Nha. Theo điều tra dân số 2004 (INE), đô thị này có dân số là 167 người.